# Deutsche Küche in den Vereinigten Staaten
Die Deutsche Küche in den USA ist die Küche der deutschstämmigen Einwanderer in den Vereinigten Staaten, die Elemente der traditionellen Deutschen Küche enthält und sich in Regionen mit hohem deutschstämmigen Bevölkerungsanteil bis heute zumindest teilweise erhalten hat. Das ist vor allem bei der Bevölkerungsgruppe der Pennsylvania Dutch der Fall und in weniger ausgeprägter Form bei Russlanddeutschen, die seit dem 19. Jahrhundert aus Russland in die USA gekommen sind. Einige ursprünglich deutsche Gerichte sind heute auch selbstverständlicher Bestandteil der US-amerikanischen Küche. Das Bild der Amerikaner von typisch deutscher Küche wird stark von folkloristischen Volksfesten der deutschstämmigen Minderheit geprägt, in den letzten Jahrzehnten auch von der touristischen Vermarktung der Amisch-Siedlungen in den USA.

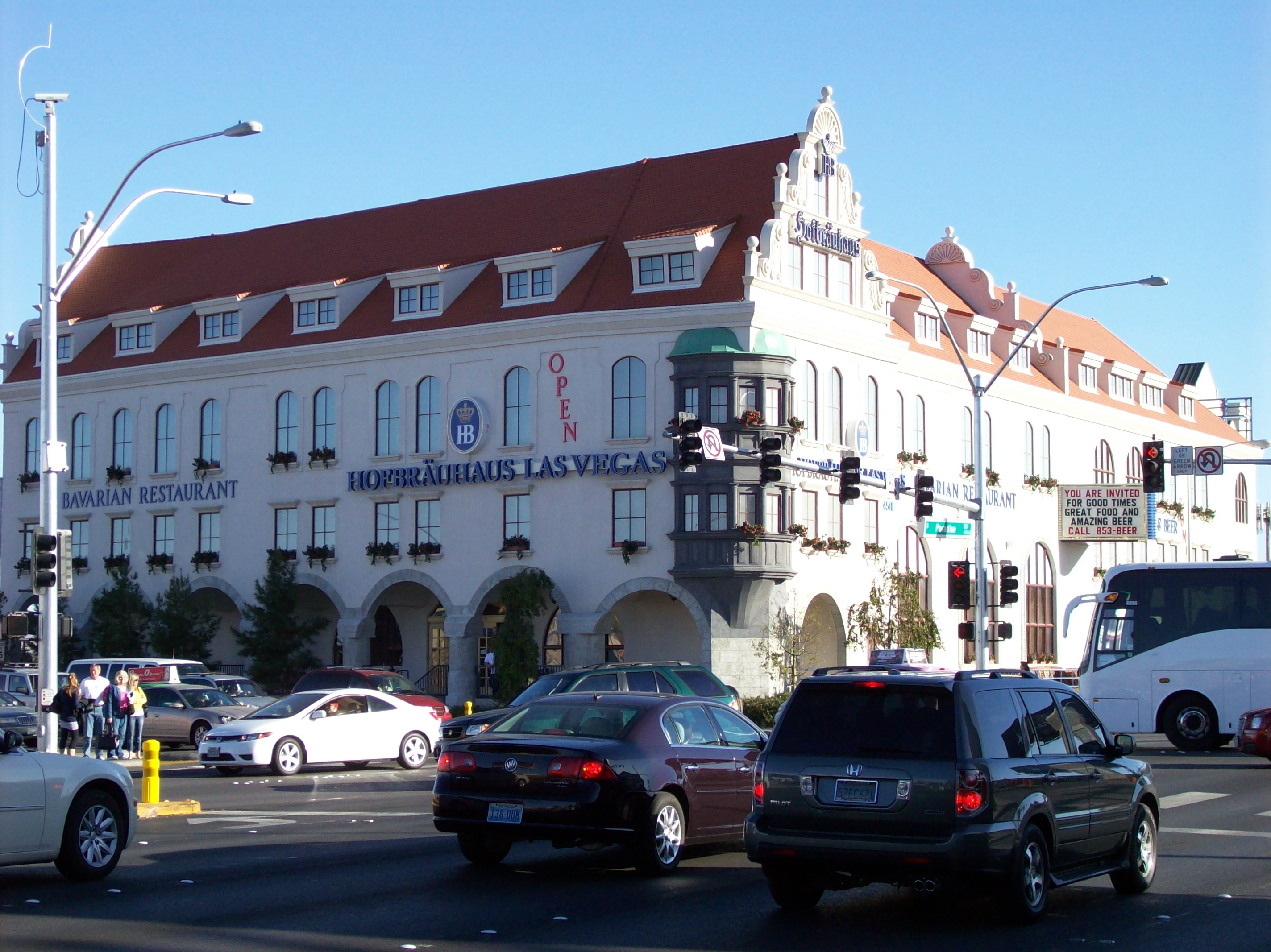
Hofbräuhaus Las Vegas, Bavarian restaurant

## Hintergrund

Hellblau die Bundesstaaten mit hohem deutschstämmigen Bevölkerungsanteil

Bei einer Volkszählung im Jahr 2006 gaben rund 50 Millionen Amerikaner an, deutsche Vorfahren zu haben. Größere Gruppen von Deutschamerikanern leben in Colorado, Florida, Idaho, Minnesota, Missouri, Montana, Nebraska, Nevada, North Dakota, Ohio, Oklahoma, Oregon, Pennsylvania, South Dakota, Washington, Wisconsin und Wyoming.
Traditionell besonders hoch ist der Anteil im Südosten des Bundesstaates Pennsylvania; diese Region wird deshalb auch als Pennsylvania Dutch Country bezeichnet. Hier ließen sich die frühen deutschen Einwanderer im 18. Jahrhundert nieder, die aus dem Südwesten Deutschlands kamen, also aus der Pfalz, aus Baden, Württemberg und aus dem Rheinland. Sie waren mehrheitlich Protestanten, kleinere Gruppen gehörten zur Glaubensgemeinschaft der Mennoniten und zu den Amischen. Während des Amerikanischen Unabhängigkeitskrieges kamen einige tausend Söldner aus Hessen hinzu. Heute ist für viele Amerikaner „Amish“ ein Synonym für „Pennsylvania Dutch“, obwohl ihr Bevölkerungsanteil an dieser Gruppe sehr klein ist. Größere Amischpopulationen leben aktuell in Ohio (49.000), Pennsylvania (42.000) und Indiana (33.000).

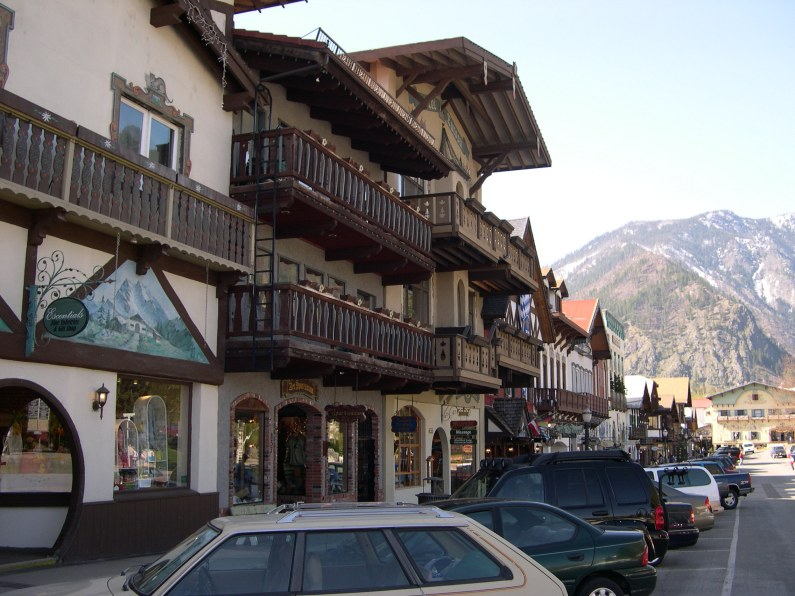
Die Hauptstraße in Leavenworth imitiert bayrisches Fachwerk

Diese frühen deutschen Siedler in Pennsylvania, die fast immer im Familienverband in die USA kamen, teilweise sogar als Dorfverband, betrieben Landwirtschaft auf eigenen Farmen, die von einer Generation an die nächste weitergegeben wurden. Eine weitere deutsche Einwanderungswelle folgte der gescheiterten Revolution von 1848; diese Immigranten werden auch als Forty-Eighters bezeichnet. Die Zahl der deutschen US-Auswanderer nahm dann wieder nach 1870 zu als Folge der Sozialistengesetze des Deutschen Kaiserreichs und der Repressalien gegen Katholiken. Sie kamen aus ganz unterschiedlichen Regionen und stellten keine homogene Gruppe dar, was die Bewahrung einer eigenen Kultur und damit auch einer eigenständigen Küche schwierig machte. Die späteren Auswanderer ließen sich meistens im Mittleren Westen nieder, vor allem in Chicago und Milwaukee. Von den späteren Einwanderern kamen viele aus Bayern, Preußen und Böhmen.
Da es vor 1871 keinen deutschen Staat gab, sondern nur Kleinstaaten, bezeichneten sich die frühen Einwanderer nicht als Deutsche, sondern nach ihrer Herkunftsregion, die auch ihr Identitätsgefühl prägte. Im Laufe der Generationen entstand eine Mischsprache aus den Dialekten der Heimatregionen und Englisch, das so genannte Pennsylvania Deitsch, das an das Pfälzische erinnert. Kulturhistoriker bescheinigen den Pennsylvania Dutch, sich bis ins 20. Jahrhundert hinein eine eigenständige Kultur bewahrt zu haben.
Ebenfalls zur Gruppe der Deutschamerikaner gehören vor allem in den 1870er Jahren in die USA emigrierte deutschen Kolonisten aus Russland, die auch als Russlanddeutsche bezeichnet werden. Ähnlich wie die Pennsylvania Dutch kamen sie oft in größeren Familien- oder Dorfverbänden nach Amerika. In North Dakota sind sie heute die stärkste ethnische Minorität, deutsch-russische Mennoniten ließen sich vor allem in Kansas nieder.

## Einfluss auf die US-amerikanische Küche

### Gerichte
Im Mittleren Westen kann man die Küche der deutschen Einwanderer als eine ethnische Regionalküche der USA ansehen. In Pennsylvania wurde der rheinländische Panhas von anderen ethnischen Gruppen übernommen und Scrapple genannt. Den Pennsylvania Dutch wird auch die Erfindung der Sticky Buns zugesprochen, einem süßklebrigen Gebäck, das auf deutsche Teigschnecken zurückgehen soll. Größeren Einfluss auf die US-amerikanische Küche hatten jedoch spätere Einwanderer aus Deutschland. Vor allem Gerichte aus Süddeutschland sind Teil der amerikanischen Esskultur geworden. Zu den heute weit verbreiteten Spezialitäten ursprünglich deutscher Herkunft gehören vor allem Bratwurst, Sauerkraut, Frankfurter und Wiener Würstchen (Hot Dog), Brezeln, Lagerbier, Kartoffelsalat, Käsekuchen, Frischkäse, Fleischklößchen, Berliner Pfannkuchen und verschiedene Plätzchen. Die Verwendung von Backformen wurde in den USA von den Pennsylvania Dutch eingeführt. Deutsche sollen auch Beefsteak Tatar mit in die USA gebracht haben. Der deutsche Ursprung des Hamburgers ist dagegen umstritten.
Die Wisconsin Historical Society ist überzeugt: „Bratwurst and its close companion the semmel (hard roll) share a past deeply rooted in German culture.“ (dt.: Bratwurst und ihr enger Begleiter, die Semmel, teilen eine Vergangenheit, die tief in der deutschen Kultur verwurzelt ist.) Es gibt in den USA geradezu eine „Bratwurst-Region“, die von Chicago über Wisconsin bis nach Minnesota reicht, in der besonders viele deutschstämmige Amerikaner leben. Milwaukee in Wisconsin gilt als Zentrum der Bratwurst-Tradition, und der Ort Sheboygan hat sich zur „Hauptstadt der Bratwurst“ ernannt und feiert jedes Jahr im August die „Bratwurst Days“. Im Allgemeinen wird amerikanische Bratwurst mit Sauerkraut, Senf und Zwiebeln serviert.

### Gastronomie
Deutsche Einwanderer führten Biergärten und Bierhallen in den USA ein, wo diese Form der Gastronomie bis dahin unbekannt war. Sie hatten eher den Charakter einer Gaststätte als den einer Kneipe und konnten von der ganzen Familie besucht werden. Die ersten Biergärten wurden Mitte des 19. Jahrhunderts von deutschen Brauereien eröffnet. Die größten boten neben Bier und Speisen auch Attraktionen wie Wildwest-Shows, Tanzflächen und Tierparks für die Besucher und gelten als Vorläufer heutiger Themenparks in den USA. Die größten waren Schlitz Palm Gardens und Pabst Park in Milwaukee. Die Bierhallen waren eine Weiterentwicklung der Biergärten, weil sie ganzjährig nutzbar waren. Nach dem Sezessionskrieg gab es allein in New York City rund 3000 bis 4000 kleinere Bierhallen. Große wie der Atlantic Beer Garden boten ein komplettes Unterhaltungsangebot mit Schießständen, Billard, Bowling, Musik und Tanz.
Die Prohibition und eine allgemeine deutschfeindliche Stimmung während des Ersten Weltkrieges führten zum weitgehenden Aussterben der Bierhallen in den USA. Heute gibt es sie fast nur noch im Mittleren Westen. Die bekanntesten sind heute das Brauhaus in Chicago, der Dakota Inn Ratskeller in Detroit und das Essen Haus in Madison. Das Münchner Hofbräuhaus am Platzl unterhält mehrere Filialen in den USA. Blob's Park in Jessup in Maryland nimmt für sich in Anspruch, 1947 das Oktoberfest in den USA eingeführt zu haben.
Eine kleine Restaurant-Kette namens Runza Restaurants mit Filialen vor allem in Nebraska ist spezialisiert auf die Küche der Wolgadeutschen in den USA, benannt nach dem Gericht Krautrunza, einer gefüllten Teigtasche. Das erste Runza Drive Inn wurde 1949 eröffnet, seit 1966 handelt es sich um eine Franchising-Kette.

### Feinkostläden
Feinkostläden heißen in den USA Delicatessen, abgeleitet von dem deutschen Wort Delikatesse, weil die ersten Läden dieser Art Mitte des 19. Jahrhunderts von deutschen Einwanderern eröffnet wurden. Den ersten Feinkostladen soll es um 1868 in der Grand Street in New York City gegeben haben. Verkauft wurden zunächst deutsche Lebensmittel und Spezialitäten, die es in amerikanischen Läden so nicht gab wie diverse Schinken, Würste, Wildgeflügel, Sauerkraut, Sauergemüse, Innereien sowie Köpfe und Füße von Schweinen, Kälbern und Schafen, außerdem Fertigsalate wie Geflügelsalat, Heringssalat und Kartoffelsalat. Diese Läden verbreiteten sich sehr rasch und waren um 1910 überall im Land vertreten. Delicatessens deutschstämmiger Familien wurden nach dem Ersten Weltkrieg selten; eines der bekanntesten war Reuben's Restaurant and Delicatessen in New York City, das es bis Mitte der 1960er Jahre gab. Sein Besitzer Arnold Reuben gilt als möglicher Erfinder des Reuben Sandwich mit Corned Beef und Sauerkraut. Seit Anfang des 20. Jahrhunderts gibt es auch amerikanische Feinkostläden mit einem internationalen Warensortiment. Die meisten Delis bieten heute auch kleinere Gerichte wie Sandwiches an und verfügen über Tische und Sitzplätze.

## Pennsylvania Dutch

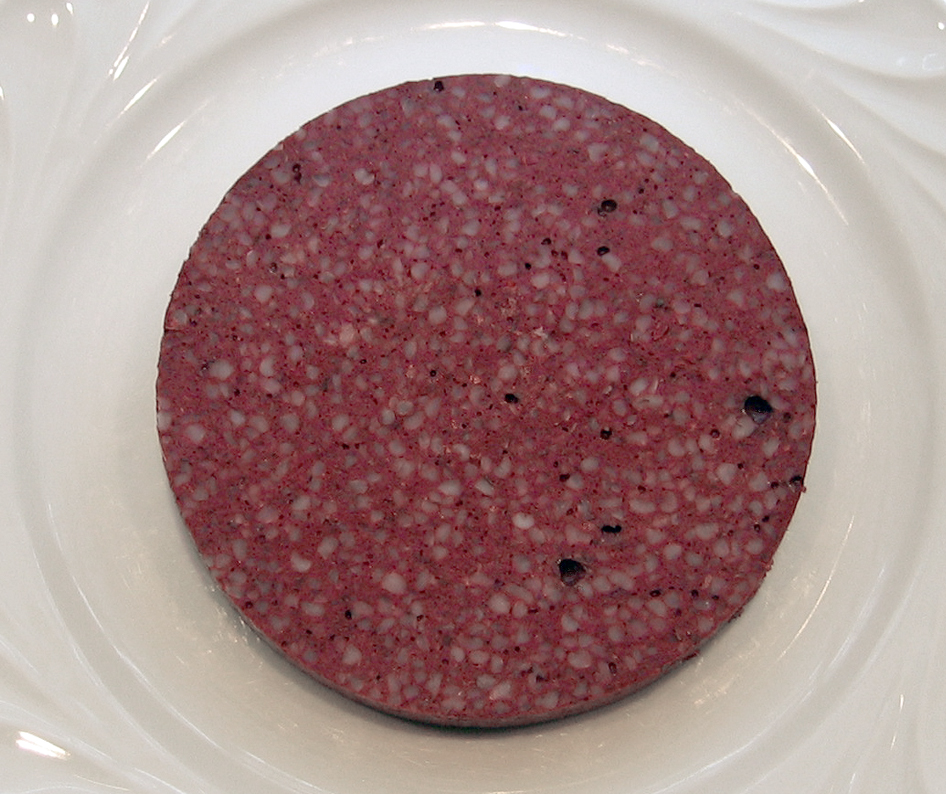
Eine Scheibe Panhas vor dem Braten

Im sogenannten Pennsylvania Dutch Country hat sich bei den deutschstämmigen Familien eine eigenständige Küche erhalten, die stark von der pfälzischen, der badischen und der schwäbischen Küche geprägt ist. Es handelt sich im Kern um eine südwestdeutsche Regionalküche, wie sie im 18. und 19. Jahrhundert für die dortige ländliche Bevölkerung typisch war. Die bekanntesten traditionellen Gerichte dieser Küche sind Panhas, Schales, Schnitz und Knepp sowie Saumagen, in den USA verballhornt zu Seimawe. Als typisch Pennsylvania Dutch gilt auch so genannter Pot Pie (Botboi), den es in vielen Variationen gibt und der eine Art Auflauf ist. Eine ganze Reihe deutscher Rezepte für Kuchen und Plätzchen, vor allem auch für Weihnachtsgebäck, sind von den Amerikanern übernommen worden. Der Shoofly Pie, eine Abwandlung des deutschen Streuselkuchens, ist im 19. Jahrhundert von den Pennsylvania Dutch erfunden worden, wird aber heute in ganz Nordamerika serviert. Dasselbe gilt für die Whoopie Pies.
Die Küche der frühen deutschen Einwanderer in Pennsylvania war eine einfache Hausmannskost. Dunkles Vollkornbrot war ein Grundnahrungsmittel. Eine wichtige Rolle als Getreide spielte Dinkel, das nicht nur zum Backen verwendet wurde, sondern auch zur Herstellung von Klößen, Suppe und von Getreidebrei (Porridge). Der schwedische Botaniker Pehr Kalm beschrieb das Leben der Pennsylvania Dutch Mitte des 18. Jahrhunderts in einem Reisebericht. Das Frühstück bestand zu dieser Zeit meistens aus Tee mit braunem Zucker, dazu Brot mit Butter und Radieschen. War vom Abendessen etwas Getreidebrei übrig, dann wurde er am Morgen mit etwas Buttermilch aufgekocht und mit Sirup gesüßt. Mittags gab es etwas Fleisch mit Beilage, als Zwischenmahlzeit Reste vom Mittagessen oder Butterbrot und Käse.

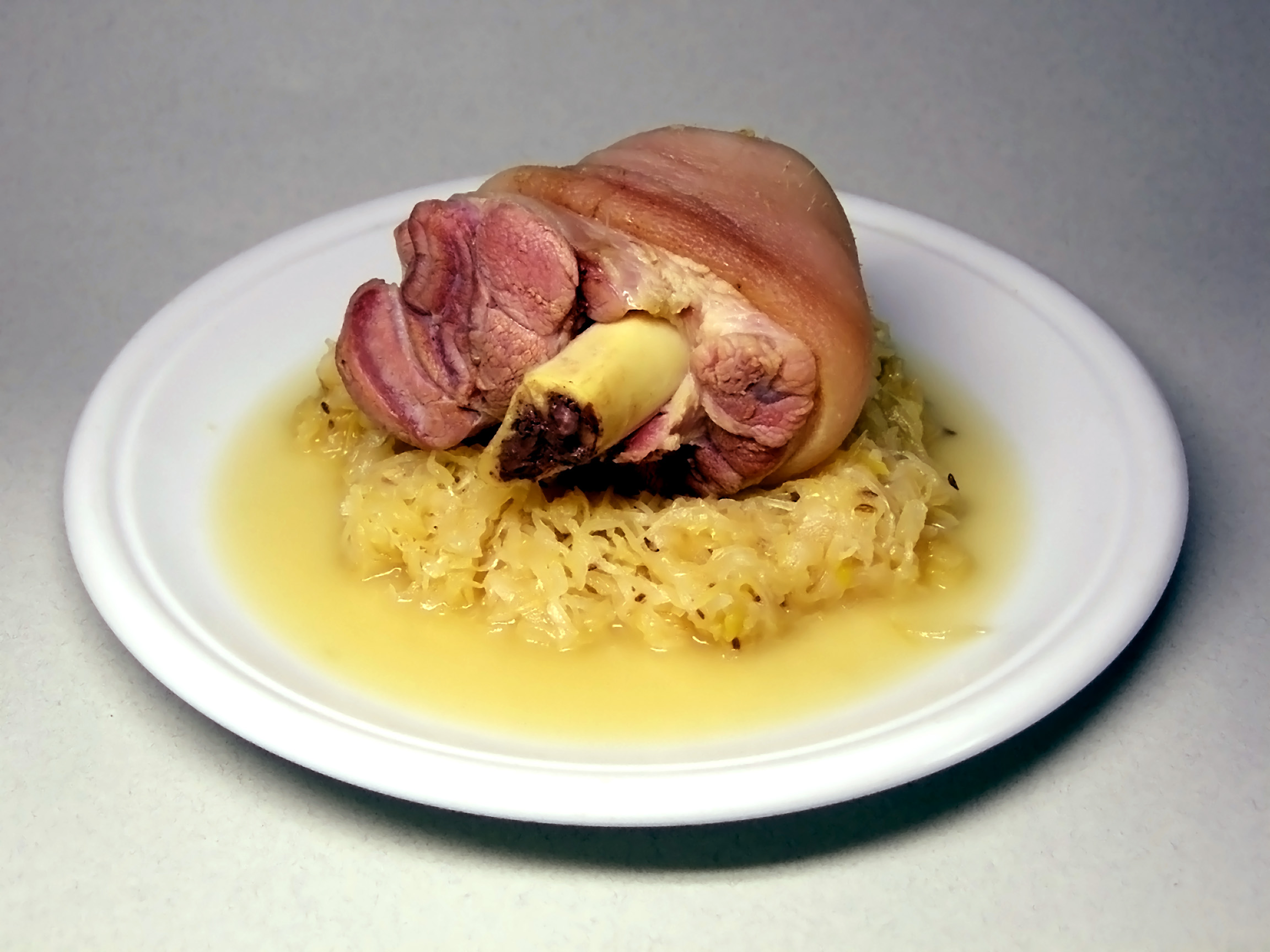
Eisbein mit Sauerkraut

Das bevorzugte Fleisch war Schweinefleisch. Die Pennsylvania Dutch waren sprichwörtlich bekannt dafür, von einem geschlachteten Schwein alle Teile zu verwerten, was Amerikaner zu der Aussage veranlasste „das Einzige, was sie nicht verwendeten, war das Quieken“. Typisch für ihre Küche ist auch Kraut, vor allem Sauerkraut, was ihnen den Spitzname Sauerkraut-Yankees einbrachte. Nach einem alten Brauch wird zu Neujahr Schweinefleisch mit Sauerkraut gegessen, das soll Glück bringen. Als Beilage gibt es entweder Kartoffelpüree oder Dämpfkartoffeln und dazu Sauce. Viele Freiwillige Feuerwehren in dieser Region kochen am Neujahrstag auf einer Art Wohltätigkeitsbasar Schweinefleisch mit Sauerkraut und spenden den Erlös für einen guten Zweck.
Ende des 19. Jahrhunderts entstand die Gewohnheit, „Seven Sweets and Sours“ als Beilagen zur Hauptmahlzeit zu servieren, also Süßes und Saures, wobei die Zahl nicht wörtlich zu nehmen ist. Dazu gehören eingelegte grüne und rote Tomaten, Gewürzgurken, eingelegtes Gemüse, Honig, Apfelsirup (Apple butter) und Rhabarbermarmelade.
Die Küche der Amischen in Pennsylvania unterscheidet sich im Prinzip nicht von der der Pennsylvania Dutch, obwohl in den letzten Jahrzehnten Rezeptsammlungen mit dem Titel Amish Cuisine erschienen sind. Das ist vor allem auf das gestiegene touristische Interesse an dieser Bevölkerungsgruppe zurückzuführen, die in Publikationen als „traditionell deutsch“ dargestellt wird. Seit den 1950er Jahren gibt es Volksfeste der Pennsylvania Dutch und seit dieser Zeit gibt es eine standardisierte Vorstellung von „typisch deutscher Küche“, die in „deutschen Restaurants“ der Region angeboten wird und deutsch-amerikanische Gerichte wie Whoopie Pie, Chicken Corn Soup, sauer eingelegtes Gemüse (Chow-chow) und Red Velvet Cake, eine Schokoladentorte, einschließt. „Der Begriff ‚Amish‘ (…) dient häufig als Werbetrick für so dubiose Produkte wie Amish Polish pickles, Amish tortillas oder Amish friendship bread. (…) Da die Amischen auf dem Land leben, verkörpern Lebensmittel, die mit ihnen assoziiert werden, Werte wie Reinheit, Integrität, Einfachheit und gute Hausmacherqualität (…)“.

### Gerichte und Spezialitäten
- Angel Cake

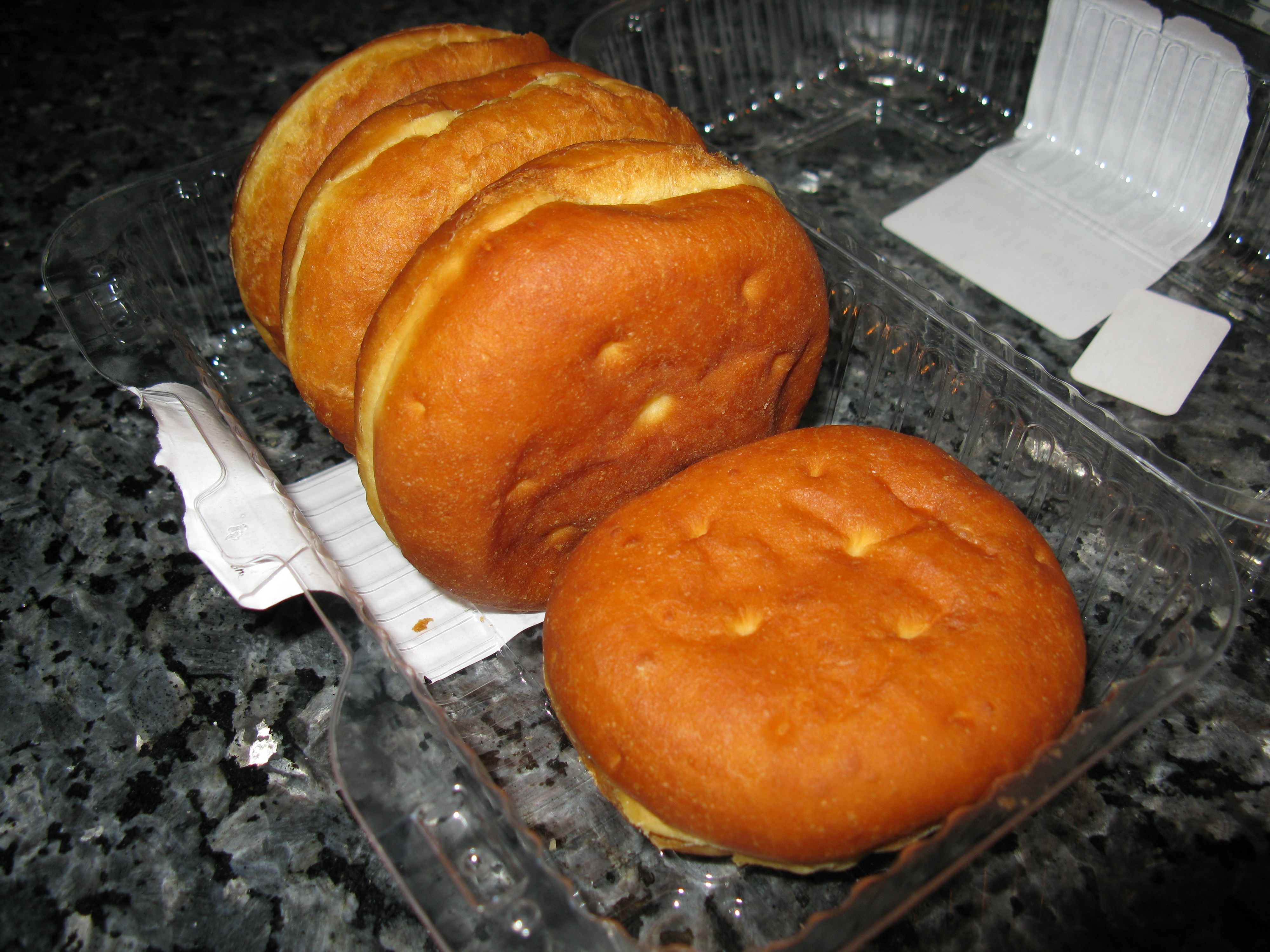
Amerikanische Fasnachts

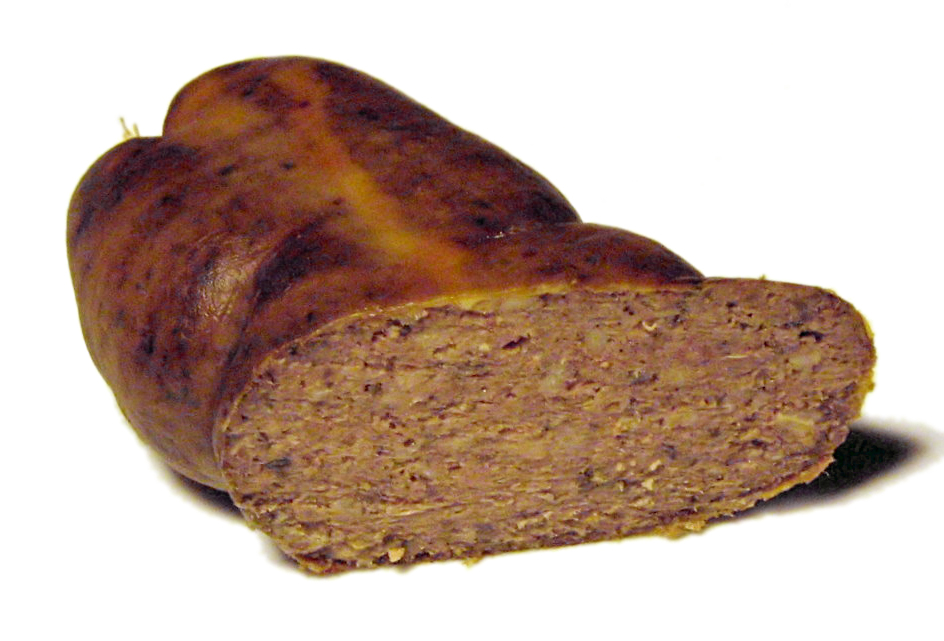
Geräucherte Leberwurst

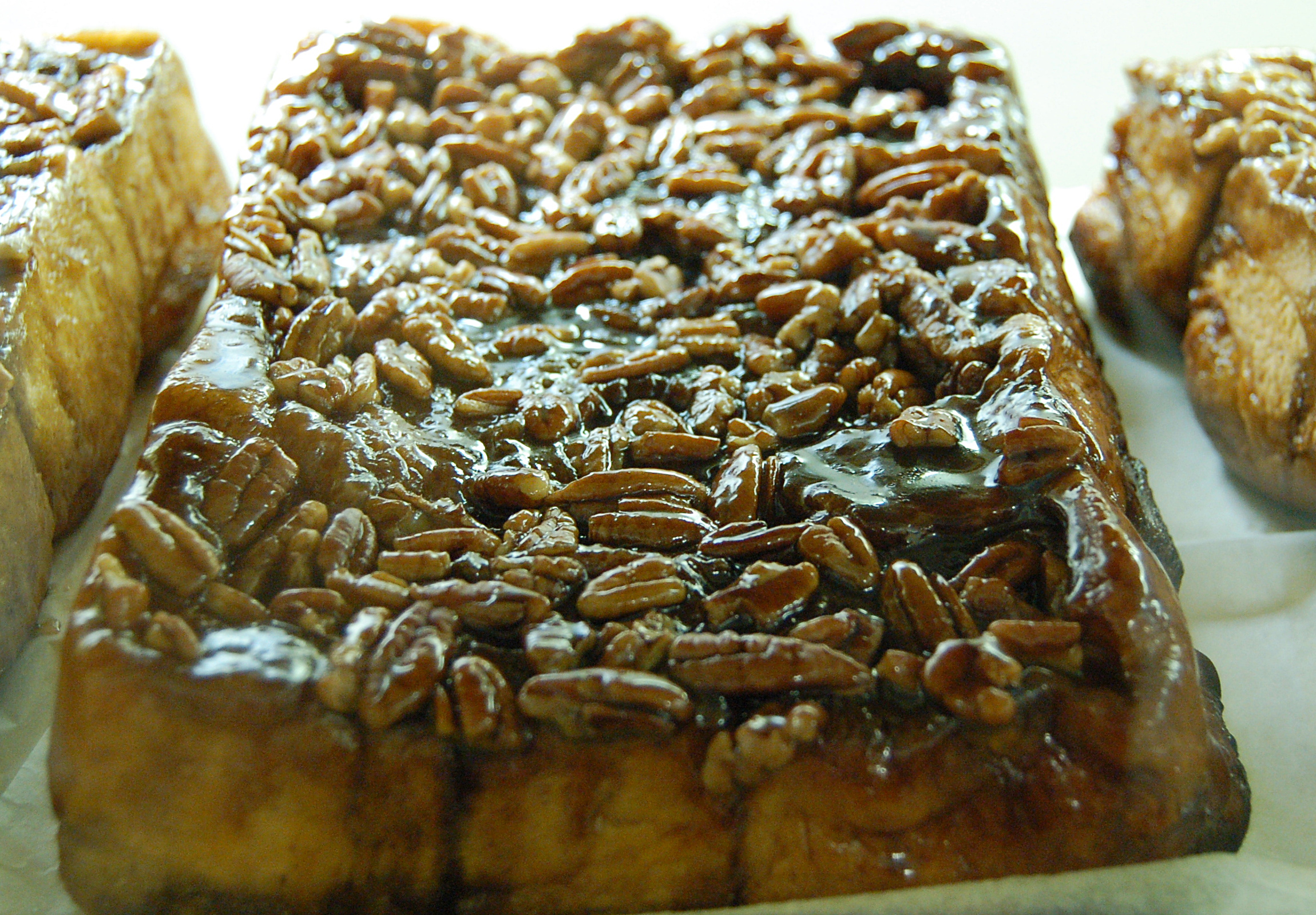
Sticky bun mit Nüssen

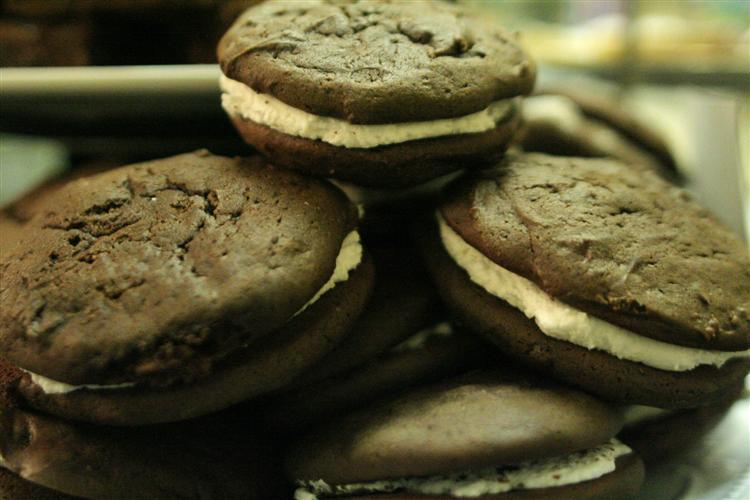
Whoopie pies

- Apple Butter, ein Brotaufstrich aus gewürztem Apfelsirup
- Apple Dumplings, ein Gebäck mit einer Füllung aus Apfelstücken, Zimt und Rosinen
- Beef on Weck, ein Brötchen mit einem Stück Roastbeef und Bratensauce
- Beet Egg, Eier die in einer Rote-Bete-Brühe hart gekocht werden
- Boova Shenkel (dt. Bubenschenkel), ein Eintopf mit Rindfleisch und Kartoffelklößen
- Chicken Pot Pie, eine Art Eintopf mit Huhn und Klößen
- Chow-chow, Sauergemüse
- Cup Cheese entspricht deutschem Kochkäse
- Fasnacht entsprechen gefüllten Krapfen, sind aber rechteckig und werden vor allem zur deutschen Fastnachtszeit gegessen
- Funnel Cake entspricht Strauben
- Gumbis, ein Nudelauflauf
- Kartoffelsalat mit Essig und Öl
- Klöße
- Lebanon Bologna, eine Wurst benannt nach dem Ort Lebanon in Pennsylvania
- Lebkuchen
- Leberwurst
- Panhas (amerikanisch Scrapple)
- Pot Pie (Botboi), es gibt verschiedene Rezepte, meistens ein Eintopf mit Nudeln, Kartoffeln, Fleisch und Gemüse
- Rouladen
- Sauerbraten
- Sauerkraut
- Saumagen (Seimawe)
- Schales
- Schmearkees, eine Art Frischkäse
- Schnitz und Knepp, geräucherter Schinken mit Dörrobst (vor allem Äpfeln) und Klößen
- Shoofly Pie
- Spekulatius (Spekulaasbrod)
- Stamppot, Kartoffelpüree mit Gemüse
- Sticky Buns, ein Gebäck nach dem Vorbild der Teigschnecken
- Whoopie Pie

## Deutsch-russische Küche
Viele deutschstämmige Einwanderer aus Russland haben ebenso wie die Pennsylvania Dutch Vorfahren aus Südwestdeutschland, was gewisse Gemeinsamkeiten ihrer Küchen erklärt. Durch jeweils andere Lebensbedingungen und unterschiedliche nationale Einflüsse haben sich die Kochtraditionen jedoch anders entwickelt. Die Russlanddeutschen haben auch einige osteuropäische Gerichte übernommen wie Borschtsch und Piroggen (Bierocks). Seit 1959 findet jedes Jahr ein Volksfest der deutsch-russischen Mennoniten mit dem Namen Schmeckfest in dem Ort Freeman in South Dakota statt, bei dem traditionelle Gerichte für die Besucher zubereitet werden.

### Gerichte und Spezialitäten

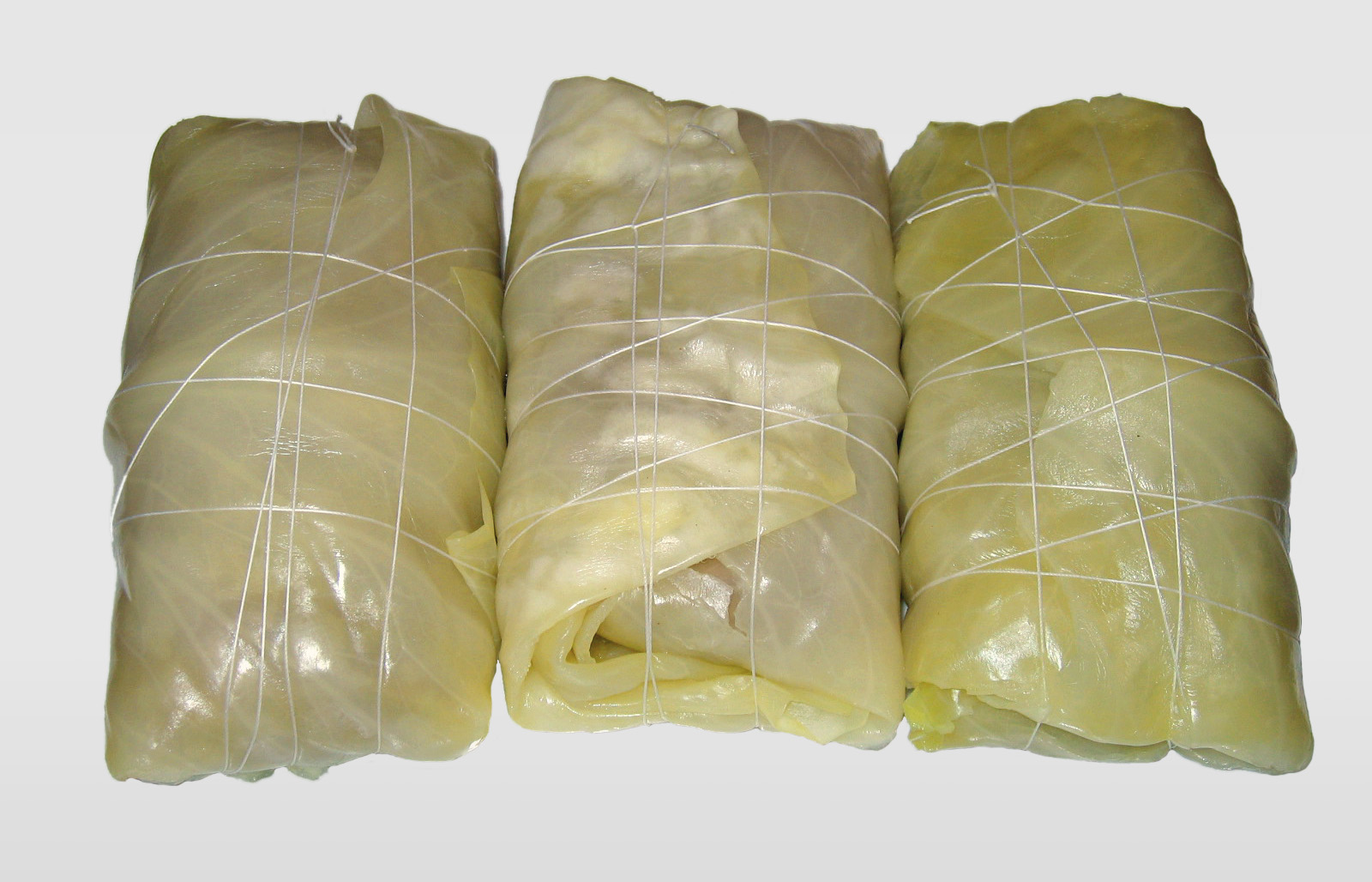
Weißkohlrouladen vor dem Dünsten

- Fiegele, Gebäck in Form eines Vogels, wird vor allem zu Ostern  gebacken
- Fleischkuchla, Pasteten mit Fleischfüllung, ähnlich wie Piroggen
- Grebbel sind Krapfen
- Halupsi ist eine Kohlroulade, gefüllt mit Reis und Hackfleisch
- Käseknöpfla, mit Frischkäse gefüllte Klöße
- Knöpflasupp, eine Hühnersuppe mit Klößen, entspricht dem Chicken pot pie der Pennsylvania Dutch
- Krautrunza (dt. Krautranzen) ist eine Teigtasche, gefüllt mit Sauerkraut und Hackfleisch. Es gibt auch eine Variante mit Sauerkraut und polnischer Wurst
- Maultaschen
- Pfeffernüsse
- Plachinta sind Eierkuchen
- Sauersuppe
- Schaschlik
- Schnitzesupp, eine Cremesuppe mit Dörrobst, vor allem Apfelstücken
- Strudla, ein herzhafter Strudel
- Wurst (verballhornt zu Wascht)

## Historische Kochbücher

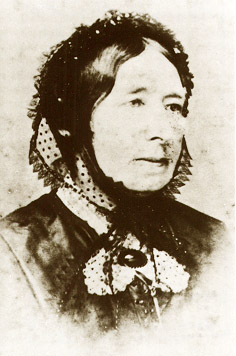
Henriette Davidis (etwa 1860)

In der Anfangsphase hatten die deutschen Siedler in den USA keine eigenen Kochbücher, es sei denn, sie hatten sie aus der Heimat mitgebracht. In den 1840er Jahren erschienen in Pennsylvania und Ohio die ersten deutschsprachigen Kochbücher. Die größte Rolle spielten im 19. Jahrhundert die Rezeptsammlungen von Friederike Luise Löffler und Henriette Davidis, wobei der Einfluss von Löffler vor allem darauf beruhte, dass sie aus Südwestdeutschland kam. 1879 erschien in Milwaukee zum ersten Mal das Praktische Kochbuch für die Deutschen in Amerika von Davidis, das im Wesentlichen denselben Inhalt hatte wie das Praktische Kochbuch in Deutschland. Die zweite Auflage 18 Jahre später war stärker an die Verhältnisse in den USA angepasst und berücksichtigte die tatsächlich verfügbaren Lebensmittel, außerdem enthielt sie einige typisch amerikanische Gerichte.
Ende des 19. Jahrhunderts folgten dann englische Übersetzungen und amerikanische Bücher mit deutschen Rezepten für Deutschamerikaner, deren Muttersprache bereits Englisch war. Erfolgreich war zum Beispiel der Titel The Art of German Cooking and Baking (1909) von Lina Meier, der mehrfach neu aufgelegt wurde. Die deutschstämmige Irma Rombauer nahm zahlreiche deutsche Rezepte in ihr Kochbuch The Joy of Cooking (1931) auf.
Eine Sonderstellung nimmt das Kochbuch The Settlement Cook Book: The Way to a Man's Heart von Lizzy Black Kander ein, die aus einer deutschjüdischen Familie stammte. Das Kochbuch erschien erstmals 1901 in Milwaukee und war so erfolgreich, dass es über 30 Neuauflagen erlebte und zuletzt 1991 erschien. The Settlement war Teil des Reformjudentums im Bundesstaat Wisconsin; das Kochbuch wurde publiziert, um auf diese Weise Spenden für die Integrationsarbeit zu sammeln. Das Anliegen dieser Bewegung war, jüdische Einwanderer möglichst schnell zu integrieren und auch zu assimilieren. Zielgruppe des Kochbuches waren daher ursprünglich jüdische Hausfrauen und junge Mädchen; die Rezepte waren größtenteils nicht koscher und entsprachen nicht den jüdischen Speisevorschriften. Das Buch enthielt sowohl angepasste jüdische als auch französische und englisch-amerikanische Rezepte, vor allem aber deutsche Gerichte. Gekauft wurde es letztlich von Frauen unterschiedlicher ethnischer Gruppen in ganz Nordamerika.